# 里奇兰镇区 (俄亥俄州艾伦县)

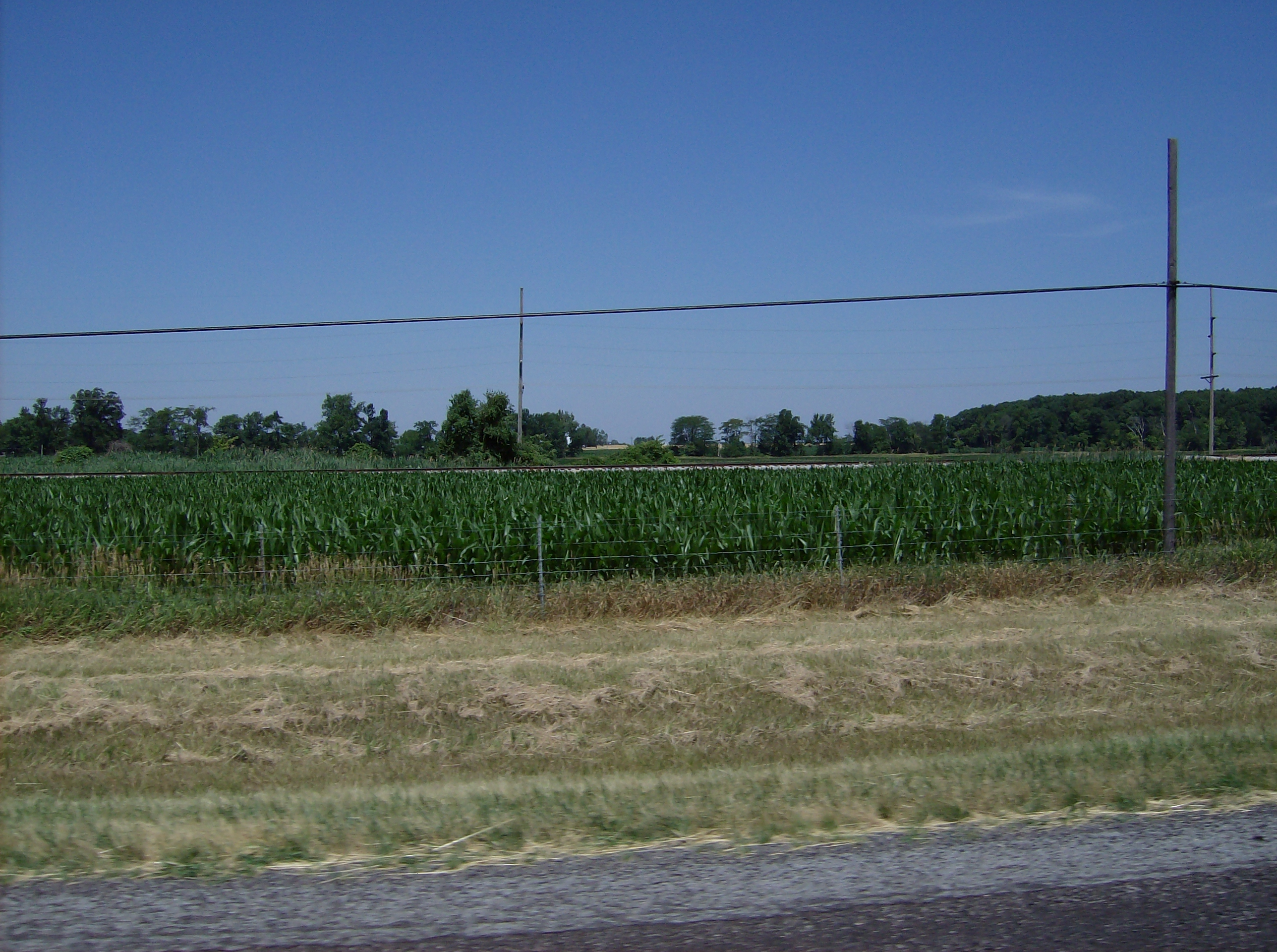
Countryside in Richland Township

里奇兰镇区是美国俄亥俄州艾伦县的一个镇区，2010年美国人口普查时有6289人居住在该镇区。
这是全州12个里奇兰镇区之一。

## 地理
里奇兰镇区位于艾伦县东北，与以下镇区接壤：
- 普特南县赖利镇区 - 北
- 奥格莱塞县联合镇区 - 东北
- 汉考克县奥兰治镇区 - 东
- 哈丁县利伯蒂镇区 - 东南角
- 杰克逊镇区 - 南
- 巴斯镇区 - 南west corner
- 门罗镇区 - 西
- 普特南县普莱曾特镇区 - 西北

## 政府
镇区有3人组成的理事会管理。理事会理事选举在奇数年11月举行，并在来年1月1日开始四年任期。两名理事的选举在总统选举后一年举行，另一名的选举在总统选举前一年举行。镇区财务官亦由选举产生，与一名镇区理事选举同时举行，不过在来年4月1日才开始四年任期。若财务官或理事职位有空缺，将由剩余理事填补。